# Sjorren (lading)

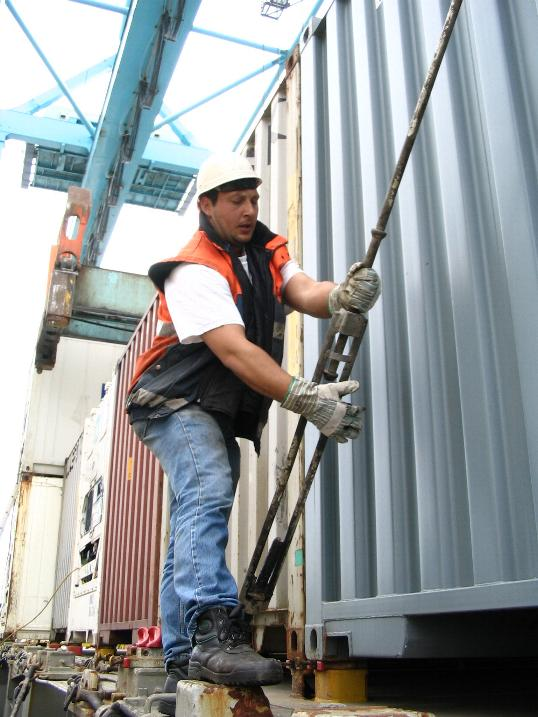
Het sjorren van containers

Sjorren is het vastzetten van lading zodat deze niet kan overgaan (verschuiven of omvallen) tijdens het transport. Op zeeschepen wordt dit ook wel zeevasten genoemd, wat van groot belang is voor de zeewaardigheid. Het is het werk van de sjorder, een vak apart in de haven. 
Op moderne schepen zal het nog zelden voorkomen dat met touwwerk wordt gesjord. Kunststof banden en voor containers stalen stangen hebben dit vervangen. Hoewel "sjorstaaf" daarbij een goed Nederlands woord zou zijn, is dat nooit ingeburgerd. Zeker in de Rotterdamse haven wordt de Engelstalige benaming lashing rod daarvoor gebruikt. Om de containers te beletten onderling te verschuiven worden stackers gebruikt of twistlocks om containers aan elkaar te koppelen.